# Пильняк, Борис Андреевич
Бори́с Андре́евич Пильня́к (при рождении Бернгард Вога́у (Bernhard Wogau), официально носил фамилию Пильняк-Вогау; 29 сентября [11 октября] 1894, Можайск — 21 апреля 1938, расстрельный полигон «Коммунарка») — русский советский писатель, прозаик.

## Биография

### Ранние годы
Родился в 1894 году в Можайске, в семье ветеринарного врача Андрея Ивановича Вогау, происходившего из немцев-колонистов Поволжья и родившегося в Екатериненштадте. Мать — Ольга Ивановна Савинова, родилась в семье саратовского купца.
Детство и юность Пильняка прошли в окружении земской интеллигенции в провинциальных городах России. Первые годы, в 1894—1904 годах Борис Андреевич жил в Можайске (в 1910 году дом Вогау продан), в 1904—1912 годах — в Богородске (современном Ногинске).
В 1913 году окончил реальное училище в Нижнем Новгороде и поступил в Московский коммерческий институт, в 1920 году окончил его (он стал носить название Московский институт народного хозяйства имени Карла Маркса).
В 1915 поселился в Коломне. С 1924 года жил в Москве.

### Писательская деятельность (с 1909)
Пробовать писать начал в 9 лет. В марте 1909 года было опубликовано его первое сочинение. Профессиональная карьера началась в 1915 году, когда в журналах и альманахах «Русская мысль», «Жатва», «Сполохи», «Млечный путь» напечатали ряд его рассказов — уже под псевдонимом Бор. Пильняк — шла Первая мировая война, и немецкие фамилии были непопулярны. Псевдоним взят от украинского именования «Пильнянка» — место лесных разработок; в харьковской деревне под таким названием, где он бывал у дяди Александра Ивановича Савинова, жители назывались «пильняками».
В 1918 году выходит первая книга Пильняка — «С последним пароходом». Затем «Голый год» (1922), «Машины и волки» (1925), «Волга впадает в Каспийское море» (1930), «О’кей! Американский роман» (1931), «Соляной амбар» (1937) и др.
В 1920-е годы Пильняк сближается с Троцким. «В очерке, посвящённом Пильняку и Замятину, сын Пильняка, говоря о в целом отрицательном отношении обоих писателей к большевистским вождям, заметил: „Только для Троцкого и Луначарского делали они исключение, видя в них людей образованных, причём и тот и другой были писателями и безусловными сторонниками литературного плюрализма…“», — отмечает Борис Фрезинский. Когда в 1922 году с продажи был снят сборник Пильняка «Смертельное манит» с вызвавшей нарекания повестью «Иван да Марья», Троцкий добился отмены этого решения через секретариат ЦК, заручившись поддержкой Каменева.
В 1924 году Пильняк был упомянут И. В. Сталиным в цикле лекций «Об основах ленинизма», где отмечалось, что в творчестве писателя нашли отражение негативные явления в партийной среде: «Кому не известна болезнь узкого практицизма и беспринципного делячества, приводящего нередко некоторых „большевиков“ к перерождению и к отходу их от дела революции? Эта своеобразная болезнь получила своё отражение в рассказе Б. Пильняка „Голый год“, где изображены типы русских „большевиков“, полных воли и практической решимости, „функцирующих“ весьма „энергично“, но лишённых перспективы, не знающих „что к чему“ и сбивающихся, ввиду этого, с пути революционной работы».

### «Повесть непогашенной луны» (1926)
В 1926 году Пильняк пишет «Повесть непогашенной луны» — на основании распространённых слухов об обстоятельствах смерти М. Фрунзе с намёком на участие И. Сталина. Повесть была опубликована в майском номере журнала «Новый мир», который через два дня изъяли из продажи. На это произведение Пильняк также заключил договор с Государственным издательством, где оно должно было выйти в шестом томе собрания сочинений писателя, и получил аванс 3450 рублей. Сам писатель в предисловии, написанном по просьбе редактора журнала Воронского, отмечал:
Фабула этого рассказа наталкивает на мысль, что поводом к написанию его и материалом послужила смерть М. В. Фрунзе. Лично я Фрунзе почти не знал, едва был знаком с ним, видел его раза два. Действительных подробностей его смерти я не знаю — и они для меня не очень существенны, ибо целью моего рассказа никак не являлся репортаж о смерти военаркома. Всё это я нахожу необходимым сообщить читателю, чтобы читатель не искал в нём подлинных фактов и живых лиц.
В июньском номере «Нового мира» была опубликована разгромная рецензия на повесть, названную контрреволюционной и порочащей партию. Однако Пильняк узнал об этом, только вернувшись из поездки в Азию (Китай, Япония).
10 октября 1926 года он по совету коллег обращается за помощью к председателю СНК СССР А. И. Рыкову:
Когда я, вернувшись из-за границы, услыхал, как принят был рассказ общественностью, ничего, кроме горького недоумения, у меня не было, потому что никак, ни на одну минуту я не хотел написать вещи, „оскорбительной памяти т. Фрунзе“ и „злостно клевещущей на партию“, как было написано в июньском „Новом мире“… Я являюсь писателем, имя которого рождено революцией, и вся моя судьба связана с революционной нашей общественностью; я прошу Вашей помощи в том, чтобы я мог быть восстановлен в правах советского писателя.
На этом письме Молотов поставил резолюцию, что Пильняка надо год не печатать в трёх ведущих журналах, но печатать в других, а Сталин написал: «Пильняк жульничает и обманывает нас».
Пильняк продолжал искать поддержки в редакции «Нового мира», «Известий», убеждая, что его намерением было показать, «как индивидуальность всегда подчиняется массе, коллективу, всегда идёт за колесом коллектива, иногда гибнет под этим колесом». В первом номере «Нового мира» за 1927 год было опубликовано покаянное письмо Пильняка.
В итоге 27 января 1927 года было принято специальное постановление Политбюро ЦК ВКП (б) о писателе, в котором решение ПБ от 13 мая 1926 г. (пр. № 25, п. 22, подпункт «д») о снятии Пильняка со списков сотрудников ведущих литературных журналов «Красная новь», «Новый мир» и «Звезда» было отменено.

### В литературной элите: глава Союза писателей (1929)
Пильняк был самым издаваемым советским писателем и в 1929 году возглавил Всероссийский союз писателей, ставший структурой для поддержки «новой элиты» — властителей дум советского общества. «Членский билет писательской организации нужно было иметь обязательно. Он давал возможность обладать статусом писателя официально, публиковать свои произведения, пользоваться теми или иными благами и привилегиями», — отмечает кандидат исторических наук, автор диссертации и монографии о быте советских писателей В. А. Антипина. «В Союзе писателей существовало настроение, что было бы хорошо, если бы литература получила отставку от партии, — признавался впоследствии Б.Пильняк. — Обсуждая на наших нелегальных собраниях положение в литературе и в партии, мы всеми мерами, прикрываясь политикой внепартийности, чистого искусства и свободного слова, пытались доказать гнёт цензуры, зажим литературы со стороны партии… Для характеристики СП надо сказать, что в нём не было партийной ячейки».
Руководил Всероссийским Союзом писателей недолго, в том же, 1929 году, был отстранён от руководства за публикацию в Берлине повести «Красное дерево». Сам союз был вскоре ликвидирован как антисоветская организация. «Красное дерево» как будто легально было передано берлинскому русскому издательству по каналам ВОКС, утверждает автор. Пильняк пишет письмо Сталину: «Иосиф Виссарионович, даю Вам честное слово всей моей писательской судьбы, что если Вы мне поможете сейчас поехать за границу и работать, я сторицей отработаю Ваше доверие. Я прошу Вас помочь мне. Я могу поехать за границу только лишь революционным писателем. Я напишу нужную вещь… Я должен говорить о моих ошибках. Их было много… Последней моей ошибкой было напечатание „Красного дерева“». Пильняк был прощён, повесть впоследствии была включена в роман «Волга впадает в Каспийское море», опубликованный в СССР в 1930 г. «Не так давно Пильняк за границей издал контрреволюционное „Красное дерево“. „Красное дерево“ он сейчас переделал, отшлифовал и сделал роман „Волга впадает в Каспийское море“. Но даже при поверхностном чтении видно, что это поверхностная перелицовка, видно, что у Пильняка за красными словами скрывается белая сердцевина», — отмечал Л. Шемшелевич в Дискуссии о «Тихом Доне» в Ростовской ассоциации пролетарских писателей.
Его ежемесячный доход составлял 3200 рублей — в десять раз больше, чем у простого рабочего, и даже после уплаты довольно высокого подоходного налога (1200 рублей) в активе оставалась солидная сумма. Он имел личный автомобиль, как и многие советские писатели, — такой привилегией в советской стране не обладали даже высшие должностные лица, пользовавшиеся служебными автомобилями.

### Заграничные вояжи (1921—1934)
Борис Пильняк объехал буквально весь мир: Европа, Америка, Япония, Китай, пребывая за рубежом по несколько месяцев. Первой его поездкой был вояж в 1922—1923 годах в Германию и Англию, после чего появились «Английские рассказы».
Пильняка переводили и публиковали за рубежом, и он объяснял необходимость зарубежных поездок тем, что «переводчики его безбожно обворовывают», а в противном случае он мог бы заплатить с гонораров Госбанку «тысячу-полторы инвалютных рублей в год». «Мне казалось, что именно для того, чтобы окончательно исправить свои ошибки и использовать моё положение для революции, мне следовало бы съездить за границу, — тем паче, что это было у меня в обычае, так как с 1921-го года, когда я впервые был за границей, я переезжал советские границы четырнадцать раз, а сейчас не был там с 1928-го года», — убеждал он Сталина в письме от 4 января 1931 года. Сталин ответил положительно, после чего Пильняк отбыл в США на несколько месяцев.
Весной 1934 года Пильняк ходатайствует о поездке за границу уже вместе с третьей женой, студенткой ВГИКа К. Г. Андроникашвили, с 15 мая, для посещения Латвии, Эстонии, Финляндии, Швеции и Норвегии. «В Латвии, Эстонии и Финляндии я сделал бы доклады в связи с продлением пактов о ненападении, что находит целесообразным отдел печати НКИД, где и возникла мысль о моей поездке. Швецию и Норвегию я никогда не видел и хотел бы написать о них для советского читателя, равно как написал бы и о лимитрофах, бывших российских губерниях». Он поясняет, что жена за рубежом никогда не бывала, а «будущему советскому режиссёру надо знать заграницу».

### Арест (1937) и расстрел (апрель 1938)

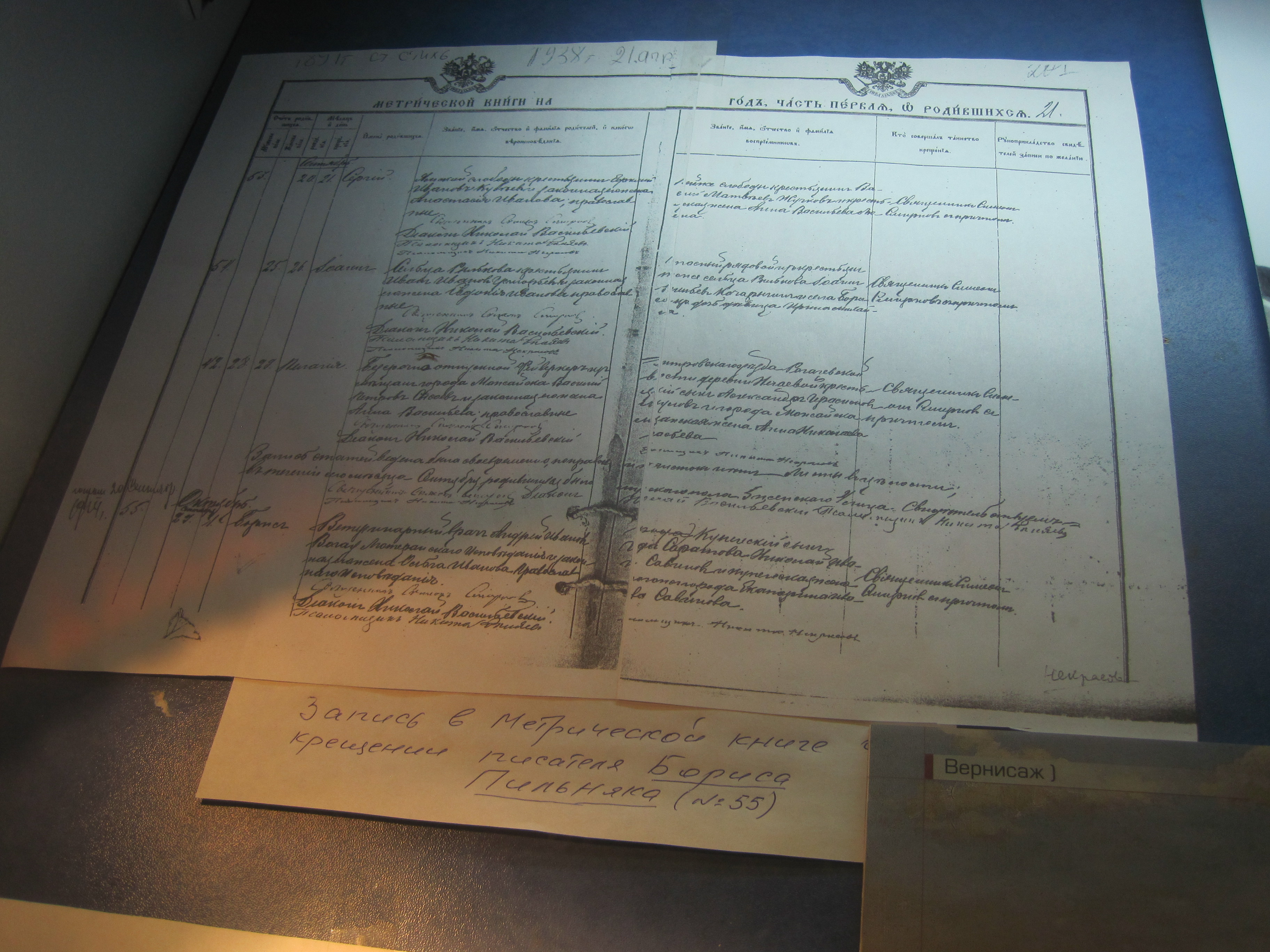
Запись в метрической книге о крещении Бориса Пильняка, из можайского музея

28 октября 1937 года был арестован. В справке на арест указывалось на связь Пильняка с троцкистами, на то, что Пильняк из личных средств оказывал помощь К. Радеку и другим троцкистам во время их ссылки. Ему инкриминировалось также влияние на Б. Пастернака, с которым «в 1935 г. они договаривались информировать французского писателя Виктора Маргерита (подписавшего воззвание в защиту Троцкого) об угнетённом положении русских писателей. В 1936 г. Пильняк и Пастернак имели несколько законспирированных встреч с приезжавшим в СССР Андре Жидом, во время которых тенденциозно информировали Жида о положении в СССР. Несомненным является, что эта информация была использована Жидом в его книге против СССР».
Во время следствия Пильняк не признал себя троцкистом, однако под пытками сообщил, что с первой поездки в Японию в 1926 г. был связан с профессором Йонекава, офицером Генерального штаба и агентом разведки, через которого вёл шпионскую работу. В своих показаниях он ссылался на пагубное влияние Воронского, представив его инициатором написания «Повести непогашенной луны», организатором писательских групп «Перевал» и «30-е годы», последняя из которых хотя и распалась, но продолжала действовать и собираться неформально.
21 апреля 1938 года осуждён Военной коллегией Верховного Суда СССР по обвинению в государственном преступлении — шпионаже в пользу Японии — Пильняк был приговорён к смертной казни за измену родине и расстрелян в тот же день в Москве.

### Посмертно
Реабилитирован в 1956 году.
Борис Пильняк упоминается в известном открытом обвинительном письме И. В. Сталину Фёдора Раскольникова.
В СССР с 1938 по 1975 годы книги Пильняка не издавались. В 1964 году журнал «Москва» опубликовал главы из романа «Соляной амбар».

## Семья
- Сестра — Нина Андреевна Вогау (1898, Можайск —1967), научный сотрудник института зернового хозяйства в Саратове. В 1937 году была арестована как член семьи изменника Родины. Осуждена на 8 лет ИТЛ. Реабилитирована в 1956 году.
- 1-й брак — Мария Алексеевна Соколова (1887—1959), врач коломенской больницы; развелись в 1924 году.
  - Дочь — Наталья Борисовна Соколова-Вогау (г.р.1917).
    - Внуки — Борис, Михаил

  - Сын — Андрей Борисович Вогау (1921—1985).
- 2-й брак — Ольга Сергеевна Щербиновская (1891—1975), актриса Малого театра, сестра Николая Сергеевича Щербиновского. После ареста Пильняка репрессирована. В 1955 году — актриса Сталиногорского (Новомосковского) театра.
- 3-й брак — Кира Георгиевна Андроникашвили (1908—1960), княжна из рода Андроникашвили, актриса и режиссёр. В 1938 году репрессирована, в 1956 году реабилитирована.
  - Сын — Борис Андроникашвили (урождённый Пильняк, 1934—1996), сценарист и актёр.

## Характеристики современников
Борис Зайцев писал:

Борис Пильняк был рыжеватый литератор, <…> в нём всегда чувствовалось пёстрое, мутное. Природных сил довольно, а как их прилагать, неведомо. Прежний стиль свой (довольно бледный) он сменил на нечто по наследству от Белого. Получилась сумятица, с темпераментом, но без толку. Ему нравилось земляное, плоское.

Не принимал Зайцев и другие взгляды Пильняка, тот знал об этом и пытался объясниться:

Вам вот кровь не нравится. Насилие. А на крови и насилии вся жизнь, вся история. Нельзя без этого.

## Места, связанные с жизнью
В Коломне сохранились два дома, имеющих непосредственное отношение к писателю. В доме № 14 на улице Полянской он жил с родителями. В дом № 7 по улице Арбатской переселился, когда женился, и жил здесь семь лет. После переезда в Москву в этом доме продолжала жить его первая жена с их детьми. 24 октября 1980 на фасаде дома открыта мемориальная доска.
Большую часть «стартового» в профессиональную литературу 1915 года он постоянно жил на даче в деревне Кривякино Коломенского уезда (где ветврачом работал его отец), ныне это улица Куйбышева подмосковного города Воскресенска. В Москве жил на улице Воровского, 26 (ныне — Поварская), с конца 1927 — на 2-й ул. Ямского Поля, 1 (с 1934 называется улица Правды), с июня 1936 — в доме в Переделкине.
Сохранился и дом на Рогожской улице в Ногинске, где в 1904—1912 годах будущий писатель жил вместе с родителями. Посещая город в последующие годы, Пильняк останавливался в этом месте на ночлег. Вместе с ним в доме бывали Андрей Белый, Андрей Соболь и Алексей Николаевич Толстой.
Сохранилось несколько домов и на родине писателя — в Можайске. Однако в каком именно доме жил писатель до сих пор точно неизвестно. Старый дом на территории городской больницы (ныне дерматологическое отделение) несмотря на свою древность (это последнее дореволюционное и довоенное здание на территории Больничного городка) не может быть домом Пильняка по той причине, что он был построен уже после того, как семья Вогау уехала из города. Есть версии, что дом Пильняка мог находится рядом с больницей (один из домов по ул. Каракозова), либо возле старой ветлечебницы по Клементьевской улице.
Однако, как следует из его воспоминаний, из окон дома, который снимала семья Вогау, можно было видеть Никольский собор, причём напротив находился дом Шишкиных, а под окнами была площадь, на которой находился фонарь. Под это описание подходят лишь два места. Первое — дом на улице Желябова, а второе — каменный двухэтажный особняк, стоящий на пересечении улиц Володарского и улицы Московской.
В 126-ю годовщину со дня рождения Пильняка, 11 октября 2020 года, в Можайске открыли мемориальную доску, посвящённую писателю и соляному амбару XVI века, который он подробно расписал в романе «Соляной амбар».

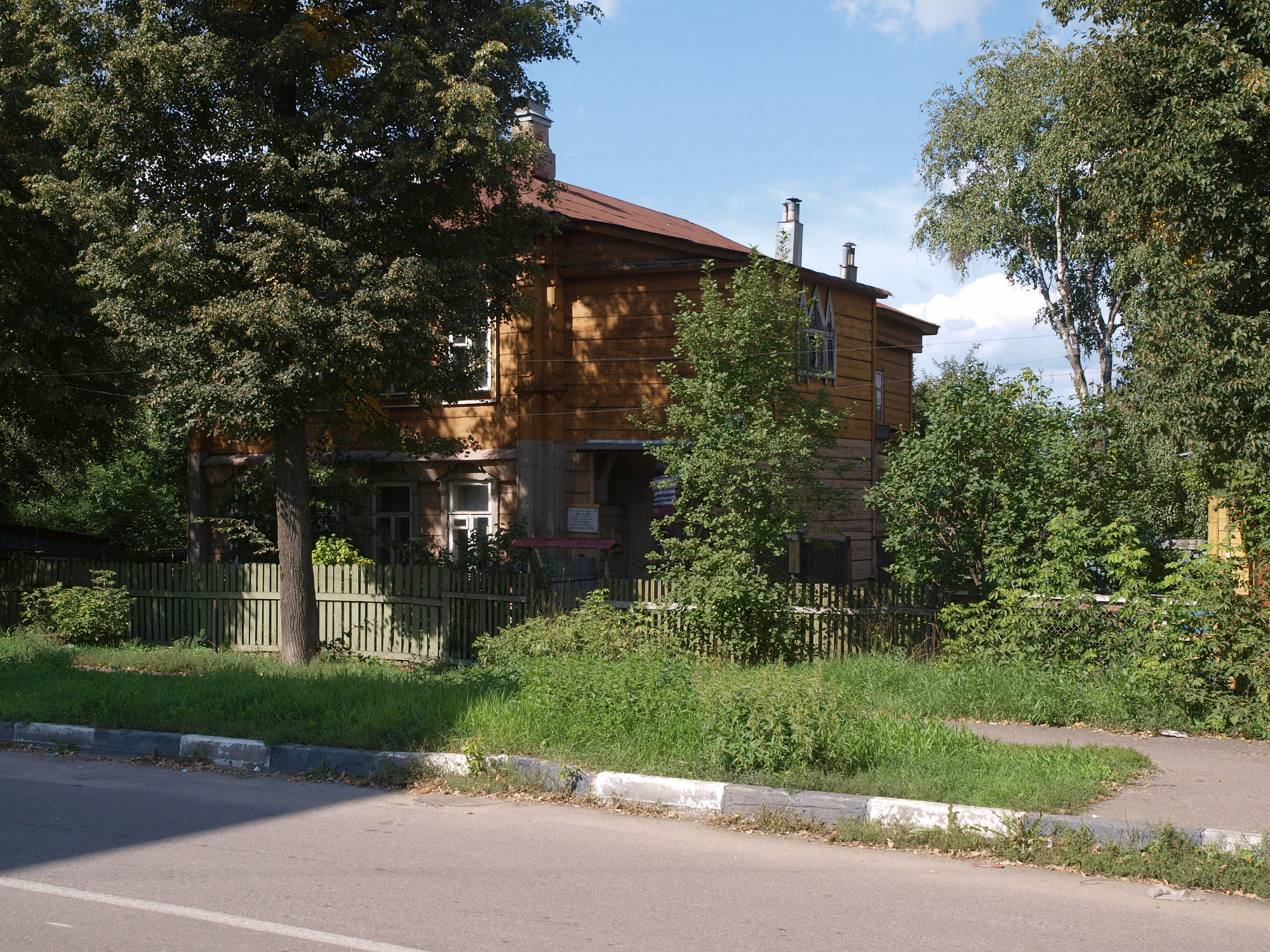
Дом Пильняка в Ногинске (Рогожская ул., 98)
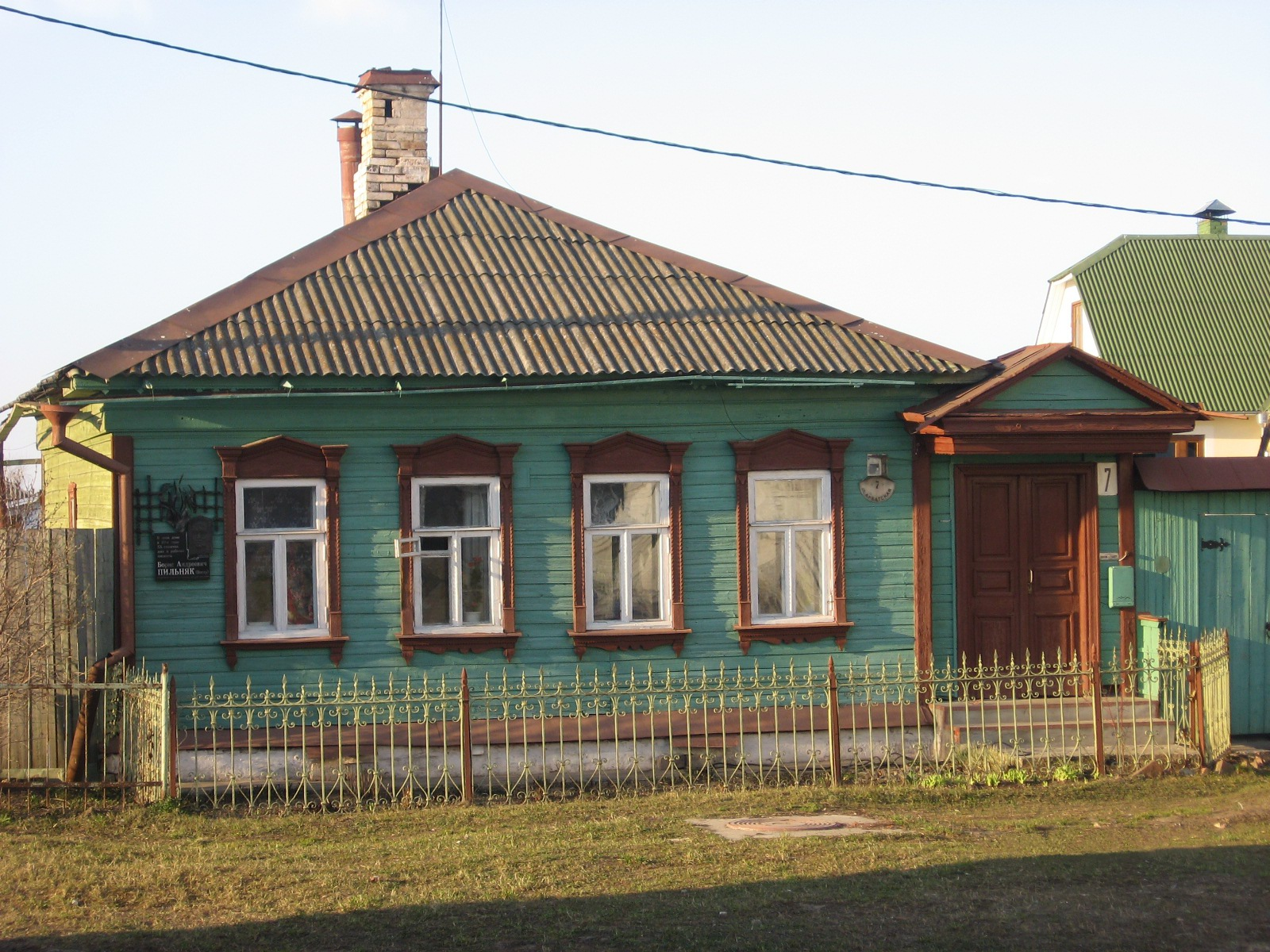
Дом Пильняка в Коломне (ул. Арбатская, 7)

Летом 1928 года Борис Пильняк жил в Угличе. Здесь он работал над повестью «Штосс в жизнь» (1928). Здесь же у писателя родился замысел повести «Красное дерево» (1929). Прообразом одного из героев произведения стал Александр Константинович Гусев, директор музея древностей и архива. Углич в повести прямо не назван, но легко узнаваем. К угличским впечатлениям Пильняк возвращается в книге «Машины и волки» (1925). А в романе о мастерах Палеха «Созревание плодов» (1936) пишет о затоплении древнего города при строительстве плотины ГЭС. В Угличе Пильняк устроил литературный вечер, который прошёл с большим успехом, и дискуссию о Маяковском в городском саду.

## Память
Улица Бориса Пильняка в деревне Кукарино, пригороде города Можайска, где родился Борис Андреевич.
С 2021 года в Ногинске проводятся Пильняковские чтения.

## Творчество
Хаос революционных событий нашёл формальное отражение во фрагментарно-эпизодической, экспериментальной повествовательной технике Пильняка, которая (под влиянием А. Белого, а также А. Ремизова и Е. Замятина) уходила от традиционного реалистического повествования, определяющегося завершённым действием. Событийные элементы существуют изолированно друг от друга, обрываются, сдвигаются во времени и сводятся воедино благодаря образным символам и приёмам повтора. <…> Орнаментальный стиль Пильняка, оказавший существенное влияние на других русских писателей, проявляется также в микроструктурах его прозы, даже в синтаксисе.
По словам Глеба Струве, Пильняк «сделался главой целой школы или направления в советской литературе». Обычно это направление называют «орнаментальной прозой».

### Прижизненные издания
- С последним пароходом. М., Творчество, 1918
- Быльё, М., Звенья,1920; 2-е изд. — Ревель, 1922.
- Голый год, Пб.- Берлин., изд. Гржебина, 1922.
- Повесть петербургская, Берлин, Геликон 1922.
- Иван-да-Марья, Берлин-Пб., изд. Гржебина, 1922.
- Метелинка, Берлин, Огоньки, 1923.
- Санкт-Питер-Бурх, Берлин, 1922
- Смертельное манит. М., 1922
- Никола-на-Посадьях. М.-Пб., «Круг», 1923.
- Простые рассказы. Пг.: Время, 1923. — 80 с.
- Повести о чёрном хлебе. М., Круг, 1923
- Третья столица, 1923 (1924 под названием «Мать-мачеха»)
- Голый год. М., Круг, 1923; То же, Изд. автора, 1924; то же, М., ГИЗ, 1927
- Английские рассказы, М.-Л., Круг, 1924.
- Повести. Изд. автора, 1924
- Рассказы. Изд. автора, 1924
- Машины и волки. Ленинград, ГИЗ, 1925.
- Повесть непогашенной луны // «Новый мир», 1926, № 5 (Повесть экранизирована в 1990 году)
- Мать сыра земля. М., 1926
- Метель. — М., Огонёк, 1926
- Наследники и др. рассказы. — М.-Л., ГИЗ, 1926
- Рассказ о ключах и глине. М.-Л., ГИЗ, 1926
- Россия в полёте. М., 1926
- Иван Москва (повесть), 1927.
- Заволочье. Л., Прибой, 1927. — 144 с., 6 000 экз.
- Очередные повести, М., Круг, 1927.
- Китайский дневник, 1927.
- Большое сердце. М., ГИЗ, 1927
- Рассказы. М., Никитинские субботники, 1927
- Рассказы с востока. — М., Огонёк, 1927
- Китайская повесть. М., ГИЗ, 1928
- Красное дерево. — Берлин, 1929.
- Рассказы. М., Никитинские субботники, 1929
- Волга впадает в Каспийское море, М., Недра, 1930.
- Рассказы. М., «Федерация», 1932. — 284 с., 5 200 экз.
- О’кэй. М., Федерация, 1933; то же, М., ГИХЛ,1933; то же, М., Гослитиздат, 1935
- Рассказы. Париж, 1933
- Камни и корни. М., Советская литература, 1934; то же, М., Гослитиздат, 1935
- Избранные рассказы. М., «Художественная литература», 1935.- 320 с., 10 000 экз.
- Рождение человека М., 1935
- Созревание плодов, 1936.
- Мясо (совместно с С. Беляевым) // «Новый мир», 1936.
- Пильняк Б. А. Собрание сочинений: в 8 тт. — М.-Л., ГИЗ, 1929—1930.

### Зарубежные издания на русском языке
- Убийство командарма, 1965 («Повесть непогашенной луны»)
- Голый год, 1966
- Камни и корни, Chicago, 1966
- Расплёснутое время, 1966
- Красное дерево, 1966
- Быльё, 1970
- Машины и волки, 1971
- О’кей, 1972
- Двойники, London, OPI, 1983 (роман реконструирован М. Геллером)

### Издания в СССР и России после 1975 года
- Пильняк Б. А. Избранные произведения. — М.: «Художественная литература», 1976.
- Пильняк Б. А. Избранные произведения. — Л.: «Художественная литература», 1978, 1979. — 702 с.
- Пильняк Б. А. Целая жизнь: Избранная проза. — Мн.: Мастацкая литаратура, 1988.
- Пильняк Б. А. Письма к Миролюбову и Лутохину // Русская литература. — 1989, № 2.
- Пильняк Б. А. Красное дерево // Дружба народов. — 1989, № 1.
- Пильняк Б. А. Повесть непогашенной луны. — М., Книжная палата, 1989
- Пильняк Б. А. Расплёснутое время: Романы, повести, рассказы. — М.: Советский писатель, 1990.
- Пильняк Б. А. Романы. — М.: Современник, 1990. — 607 с.
- Пильняк Б. А. Человеческий ветер: Романы, повести, рассказы. — Тбилиси, 1990.
- Пильняк Б. А. Повесть непогашенной луны. — М.: Правда, 1990
- Пильняк Б. А. Отрывки из дневника // Перспективы. − 1991, № 3. — С. 84-88.
- Пильняк Б. А. Письма к М. Горькому // Русская литература. — 1991, № 1.
- Пильняк Б. А. Заштат. — Н.-Новгород, 1991; 320 с., 65 000 экз.
- Пильняк Б. А. Повести и рассказы 1915—1929. — М.: Современник, 1991., 686 с., 100 000 экз.
- Пильняк Б. А. Роман. Повести. Рассказы. — Челябинск, ЮУКИ, 1991.
- Пильняк Б. А. Третья столица: Повести и рассказы. — М.: Русская книга, 1992.
- Борис Пильняк: Опыт сегодняшнего прочтения: сборник статей. — М., 1995.
- Пильняк Б. А. Мне выпала горькая слава. Письма. — М., Аграф, 2002
- Пильняк Б. А. Заволочье. — М.: Европейские издания, 2007.
- Пильняк Б. А. Письма. Т. 1: 1906—1922. Т. 2: 1923—1937. Составление, подготовка текста, предисловие и примечания К. Б. Андроникашвили-Пильняк и Д. Кассек. — М.: ИМЛИ РАН, 2010.

### Собрания сочинений
- Пильняк Б. А. Сочинения: в 3 тт. — М., Лада-М, 1994., 10 000 экз.
  - Т. 1: Голый год: Роман; Машины и волки: Роман; Рассказы; Отрывки из дневника. — 1994. — 495 с.; портр.
  - Т. 2: Волга впадает в Каспийское море: Роман; Созревание плодов: Роман; Повести и рассказы. — 622 с.
  - Т. 3: Соляной амбар: Роман; Рассказы. — 1994. — 575 с.
- Пильняк Б. А. Собрание сочинений: В 6 т. — [Сост. К. Андроникашвили-Пильняк]. — М.: ТЕРРА-Книж. клуб, 2003—2004. [ОАО Яросл. полигр. комб.] ISBN 5-275-00727-2

### Переводы на другие языки
- Πιλνιάκ Μ. Το άσβηστο φεγγάρι. Το κόκκινο μαόνι [Пильняк, Борис. Красное дерево. Повесть непогашенной луны : Пер. на греч. Д. Триантафиллидиса]. — Афины: Samizdat Editions, 2021. — 164 с. — ISBN 978-618-5220-55-6

## Экранизации
- 1990 — «Повесть непогашенной луны». Режиссёр — Евгений Цымбал.